# Alvan Adams
Alvan Leigh Adams (ur. 19 lipca 1954 w Lawrence) – amerykański koszykarz, skrzydłowy, uczestnik meczu gwiazd NBA, były debiutant roku NBA.
Został wybrany w drafcie 1975 roku z numerem 4 przez Phoenix Suns. Jako debiutant notował średnio 19 punktów, 9,1 zbiórki, 5,6 asysty, oraz po 1,5 przechwytu i bloku. Dzięki swojej postawie został powołany do udziału w NBA All-Star Game, a po zakończeniu rozgrywek zasadniczych otrzymał tytuł debiutanta roku oraz nominację do NBA All-Rookie Team. Jak się okazało był to najbardziej udany statystycznie sezon w całej jego karierze. Do play-off Suns przystępowali ze skromnym rezultatem 42-40. Zdołali jednak dotrzeć do ścisłego finału ligi, pokonując po drodze Seattle SuperSonics (4-2) oraz Golden State Warriors (4-3). Tam zostali zmuszeni by uznać wyższość Boston Celtics, którzy wygrali ostatecznie całą serię 4-2. Spotkanie numer 5 tamtych finałów przeszło do historii z powodu aż trzech dogrywek, które okazały się niezbędne do wyłonienia zwycięzcy. Wygrana przypadła wtedy Celtics, jednak zadecydował o niej zaledwie jeden rzut (128-126).
Przez praktycznie całą swoją karierę Adams był filarem drużyny Suns, ze względu na swoją wszechstronność, a do tego solidny wzrost. Zmieniał pozycje pomiędzy centrem i oboma skrzydłami. 22 lutego 1977 roku uzyskał triple-double – 47 punktów, 18 zbiórek i 12 asyst w spotkaniu z Buffalo Braves. Jest jednym z zaledwie czterech zawodników w historii NBA, którzy uzyskując triple-double zdobyli co najmniej 46 punktów i 16 zbiórek. Pozostali to: Elgin Baylor, Wilt Chamberlain i Vince Carter).
Swoją przygodę z zawodową koszykówką zakończył po trzynastu latach kariery. Jest nadal związany ze swoim byłym klubem, pełni w nim funkcję wiceprezydenta do spraw zarządzania obiektem US Airways Center.
Po zakończeniu kariery przez Adamsa klub Phoenix Suns zastrzegł numer 33, z którym występował on w zespole z Arizony. Wiele lat później grał z nim jednak Grant Hill. Stało się tak dlatego, że Adams osobiście zezwolił Hillowi na występy z jego numerem.

## Osiągnięcia

### College
- Zawodnik Roku Konferencji Big Eight (1975)
- Zaliczony do:
  - I składu Big 8 (1973–1975)
  - III składu All-American (1975 przez NABC)
- Uczelnia zastrzegła należący do niego numer 33

### NBA
- Finalista NBA (1976)[9]
- Debiutant Roku NBA (1976)[1]
- Uczestnik meczu gwiazd:
  - NBA (1976)[2]
  - Legend NBA (1992)[10]
- Wybrany do I składu debiutantów NBA (1976)[3]
- Klub Phoenix Suns zastrzegł należący do niego w numer 33[7]

### Reprezentacja
- Mistrz uniwersjady (1973)[11]